# 同质偏好
同质偏好（英語：Homophily）指个体更倾向于与他们相似的人交往和建立链结（即“物以类聚，人以群分”）。不少社会网络分析研究都观察到了某种形式的同质性，并指出“相似”与“产生联系”有关。同质性可以存在于年龄、性别、阶层等分类间。同质个体间相似的特质（如信念、價值觀、教育等）让他们更容易交流并建立关系。与同质性相对立的概念是异质性。